# Emetebe Taxi Aéreo
Emetebe Galápagos Airlines es una aerolínea chárter que inició sus operaciones en 1995 con vuelos privados inter-islas en Galápagos y en el mercado del taxi aéreo en Ecuador. Con operaciones exclusivas en Galápagos, ofrecen los servicios de vuelos chárter, vuelos escénicos, vuelos inter-islas, evacuaciones médicas, transporte de carga y paquetes turísticos.

## Destinos
| Destinos                 | Aeropuertos                       |
| ------------------------ | --------------------------------- |
| Baltra, Galápagos        | Aeropuerto Seymour                |
| Isabela, Galápagos       | Aeródromo Luis Estrada Ycaza      |
| San Cristóbal, Galápagos | Aeropuerto de San Cristóbal (HUB) |

## Flota
| Aeronaves                    | En servicio | Pedidos | Pasajeros | Matrículas              |
| ---------------------------- | ----------- | ------- | --------- | ----------------------- |
| Britten-Norman BN-2 Islander | 3           | —       | 9         | HC-BHC, HC-BZF y HC-CGI |

### Flota histórica
| Aeronave          | Total | Introducido | Retirado | Matrícula |
| ----------------- | ----- | ----------- | -------- | --------- |
| Piper PA-23 Aztec | 1     | 1995        | 2020     | HC-BNE    |